# Szukkúr
Szukkúr (urdu nyelven: سكهّر, angolul: Sukkur) város Pakisztán délkeleti részén, Szindh tartományában. Lakossága 850 ezer fő volt 2011-ben. 

## Földrajz

### Fekvése
A város az Indus folyó mellett fekszik, a Thár-sivatag peremén. Az Indus túlpartján Rohri városa található, amellyel Szukkúrt híd köti össze, a két település között, a folyó szigetén pedig a régen nagy stratégiai jelentőséggel bírt bukkúri erőd emelkedik. Az Indul felé lejtő, alacsony, csupasz mészkőgerincekre települt rá a város újabban épített része. A település vasúton és főúton összeköttetésben áll Kvettával, Multánnal és Karacsival is.
2010 nyarán óriási áradás pusztított a térségben, a város lakóinak mintegy 80%-a volt kénytelen elhagyni otthonát.

### Éghajlat
A nyár forró, a napi csúcshőmérséklet átlagosan 35°C, de a hőmérséklet időnként az 50°C-ot is elérheti. A tél hűvös, átlagosan 7-22°C között alakul. Az évi csapadékmennyiség 90 mm.

## Gazdaság
Szukkúr jelentős ipari és kereskedelmi központ. Fontosabb iparágai a textilipar, a malomipar, továbbá cementet, gyógyszert, dohányt, cukrot, bőrárut, valamint mezőgazdasági és vízi közlekedési  eszközöket is előállítanak. A helyi kézművesek fő termékei a bőr-, selyem-, cserép- és fémáruk (például ollók, dohányszelencék). Kulturális központ több felsőoktatási intézménnyel.

## Nyelv és vallás
A lakosság 72%-a szindhiül beszél, 15,5% urduul, a maradék egyéb nyelveken. Az emberek kb. 95%-a muzulmán, 5% hindu vallású. 

## Nevezetességek
Az óvárosban számos régi síremlék és mecset látható, például az 1607 körül épült Maszúm Sáh-minaret.